# Marco Rojas
Marco Rodrigo Rojas, mais conhecido como Marco Rojas (Hamilton, 5 de novembro de 1991), é um futebolista Neozelandês que atua como meio-campo e atacante. Atualmente joga pelo Brisbane Roar.

## Carreira

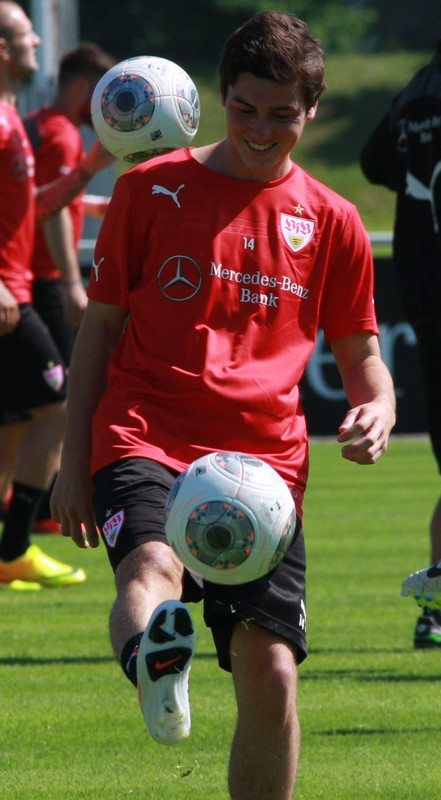
Marco Rojas em um treino pelo Stuttgart.

Rojas fez parte do elenco da Seleção Neozelandesa de Futebol nas Olimpíadas de 2012.

## Títulos
- Copa das Nações da OFC: 2016